# Fårödokument 1979
Fårödokument 1979 är en svensk dokumentärfilm från 1979 i regi av Ingmar Bergman. Filmen är en fristående uppföljning av Bergmans tio år tidigare dokumentärfilm Fårödokument 1969 och skildrar regissörens nya hemmiljö Fårö och glesbygdens människor och livsvillkor under ett års tid. Filmens fotograf var Bergmans granne och återkommande medarbetare Arne Carlsson. Den belönades med ett festivalpris för bästa dokumentär vid en filmfestival i Barcelona 1980.